# Vilagrassa
Vilagrassa è un comune spagnolo di 402 abitanti situato nella comunità autonoma della Catalogna.